# Municipio de San Pedro Mixtepec -Distrito 22-
El Municipio de San Pedro Mixtepec, estadísticamente llamado San Pedro Mixtepec -Distrito 22- para diferenciarlo de la demarcación homónima, es uno de los 570 municipios en que se encuentra dividido el estado de Oaxaca, ubicado en la región de la costa. Su cabecera es el pueblo de San Pedro Mixtepec y su ciudad más poblada es la localidad de Puerto Escondido.

## Geografía

### Ubicación geográfica
Entre los paralelos 15°51’ y 16°02’ de latitud norte; los meridianos 96°53’ y 97°13’ de
longitud oeste.
Altitud: entre 0 y 1 100 m s. n. m.
Límites territoriales: Colinda al norte con el municipio de Santos Reyes Nopala y el municipio de San Gabriel Mixtepec; al
este con el municipio de San Sebastián Coatlán y con el municipio de Santa María Colotepec; al sur
con los municipios de Santa María Colotepec y el Océano Pacífico; al oeste con el
Océano Pacífico y el municipio de Villa de Tututepec de Melchor Ocampo y el de Santos
Reyes Nopala.

### Extensión
La superficie total del municipio es de 331.71 km² y ocupa el 0.35% de la superficie del estado.

### Orografía
Se encuentran los siguientes cerros: del Zopilote, del Ocote, de la Campana y del Águila.

### Hidrografía
Región higrológica: Costa de Oaxaca (Puerto Ángel) (100%).
Cuenca: Río Colotepec y otros (100%).
Subcuenca: San Pedro Mixtepec (66.72%) y Río Colotepec (33.28%).
Corrientes de agua: (Perennes) Chila, Yerba Santa, El Aguacate, Salitre, San Pedro, Potrero, Chiquito,
Rana y Copala. Zanate (intermitente).
Cuerpos de agua: (Perenne) Laguna Manialtepec (1.34%).

### Clima
Cálido subhúmedo con lluvias en verano.
Rango de temperatura: 22 – 28 °C.

### Uso de suelo y vegetación
Uso de suelo: Agricultura (26.98%), pastizal cultivado (2.68%) y zona urbana (4.76%)
Vegetación: Selva (52.71%), pastizal inducido (4.12%), bosque (3.86%), dunas (2.69%) y manglar
(0.73%).

## Demografía
Según el Conteo de Población y Vivienda de 2010 realizado por el Instituto Nacional de Estadística y Geografía, la población del municipio de San Pedro Mixtepec - Distrito 22 - es de 42,860 habitantes, de los cuales 20,826 son hombres y 22,034 son mujeres.

### Localidades
El municipio tiene un total de 57 localidades, la población de las principales es las siguientes:
| Localidad          | Población (2010) |
| Total Municipio    | 42 860           |
| Puerto Escondido   | 25 902           |
| Bajos de Chila     | 5 425            |
| San Pedro Mixtepec | 4 453            |
| San Andrés Copala  | 840              |
| La Reforma         | 453              |